# AppValencia
AppValencia és una aplicació mòbil creada per l'Ajuntament de València el 2014 per als ciutadans de la ciutat de València i turistes que hi s'estiguen allí. Es troba en castellà i valencià. Forma part de l'Estratègia 2020 del consistori i el Pacte Local per la Innovació. Inclou la tecnologia de la realitat augmentada i utilitza les dades obertes de València per al seu funcionament.
L'octubre de 2014 arribà als 6.300 usuaris. El 2016 va haver-hi una actualització que incorporava una secció per a seguir la festa de les Falles de València i més tard una altra actualització amb informació sobre la festa del Corpus de València. En octubre de 2016 s'aprovà al Ple municipal que s'incloguera informació útil per a persones amb diversitat funcional.
D'entre els serveis que ofereix hi ha:
- Alertes sobre consum d'aigua personalitzat al ciutadà subscrit: funciona a causa dels telecontadors de l'empresa Emivasa
- Informació sobre festes, esdeveniments i monuments.
- Informació sobre la situació del trànsit i camins menys densos de trànsit.[8]
- Alguns tràmits administratius de nivell municipal: consisteixen en l'accés a la seu electrònica de l'ajuntament i requereixen del certificat digital ACCV.[2] Per exemple: obtindre el certificat del padró municipal.[8]
- Avisos d'incidències a la via pública.
  - Ha sigut criticada per ser difícilment de trobar.[9]
- Ubicació de parades de taxis i altres transports públics.[10]
- Informació municipal general com notícies, agenda, campanyes municipals i perfil de contractants.[11]
- Informació sobre altres aplicacions desenvolupades per l'ajuntament:[2] conté, entre d'altres, l'aplicació Live Fallas.[12]
- Alertes relaciondes amb el Pandèmia per coronavirus de 2019-2020[13]